# Cryptozoon
Cryptozoon Hall, 1883 (gr. „verborgenes Lebewesen“, zoon ist hier nicht im geläufigen Sinne von „Tier“ zu verstehen) ist eine Formgattung von Stromatolithen (Kalkabscheidungen von Cyanobakterien-Kolonien), im Präkambrium (Archaikum und Proterozoikum, seit etwa 3,5 Milliarden Jahren) und Alt-Paläozoikum weit verbreitet. Im ausgehenden 19. und Anfang des 20. Jahrhunderts beschrieben James Hall (1811–1898) und Charles Doolittle Walcott (1850–1927) eine Reihe von Form-Arten (Paraspecies) dieser Gattung.